# 4196 Shuya
4196 Shuya è un asteroide della fascia principale. Scoperto nel 1982, presenta un'orbita caratterizzata da un semiasse maggiore pari a 3,9089810 UA e da un'eccentricità di 0,0440577, inclinata di 1,49941° rispetto all'eclittica.
Fa parte del gruppo dinamico di asteroidi Hilda, che si trova in risonanza 2:3 col pianeta Giove.